# Archer d'Amesbury
L’archer d'Amesbury est un homme ayant vécu à la fin du Néolithique (vers 2300 av. J.-C.), dont la tombe a été découverte près d'Amesbury, dans le Wiltshire, en Angleterre. Son surnom provient du fait qu'une partie des objets retrouvés représentent « un des équipements d'archers les plus complets jamais découverts » et d'une manière générale, une des collections les plus grandes et les plus diversifiées de mobilier funéraire de toutes les sépultures de la culture campaniforme en Europe.
Le squelette est désormais exposé au musée de Salisbury et du Sud Wiltshire, à Salisbury.

## Découverte
La tombe a été découverte le 3 mai 2002 par une équipe d'archéologues du Wessex Archaeology, à l'occasion de fouilles préventives, à une distance de cinq kilomètres de Stonehenge. La sépulture est celle d’un homme de 35-45 ans, ayant vécu vers 2300 av. J.-C., période correspondant à l'âge du cuivre en Grande-Bretagne. 
La tombe, de forme subrectangulaire, a pu être en bois. Elle contenait plus de 100 objets, ce qui constitue la plus riche collection d’objets jamais trouvée pour cette période : de nombreux outils en silex finement travaillés, deux boucles d'oreille ou ornements pour les cheveux en or, trois couteaux en cuivre, une épingle en os, deux brassards d'archer en métal utilisés comme protections pour les poignets, des pointes de flèche en silex, deux anneaux en schiste et cinq vases campaniformes ont notamment été trouvés. La culture campaniforme a été introduite en Angleterre vers 2400 av. J.-C. depuis le continent.

## Caractéristiques
Le squelette de l'archer - couché dans une position accroupie sur son côté gauche avec son visage vers le nord reposant sur sa main gauche - a survécu intact, et l'analyse de ses os a révélé qu'il avait environ 35 à 45 ans au moment de sa mort. Il a également été possible d'établir qu'il avait subi une blessure traumatique et invalidante au genou gauche qui l'aurait amené à marcher avec une claudication prononcée. Les analyses isotopiques de l'oxygène, quant à elles, ont indiqué qu'il avait passé son enfance en Europe centrale, faisant de l'Archer l'un des premiers migrants du complexe campaniforme du continent identifié en Grande-Bretagne.
Des tests effectués sur son émail dentaire montrent que l'homme était originaire des régions alpines (ou dans les régions autour des Alpes occidentales), probablement de Suisse, d’Autriche ou d’Allemagne. Les couteaux de cuivre trouvés dans sa tombe provenaient d’Espagne et de France. Selon Andrew Fitzpatrick, directeur de fouille, « Ces objets de métal sont parmi les plus anciens de Grande-Bretagne, peut-être même les premiers en cuivre et en or ».
Cette découverte archéologique est d'une importance majeure en raison des relations qu'elle suppose avec l'Europe continentale, et comme premier témoignage de l'adoption de la métallurgie du cuivre en Angleterre. 
Les progrès importants en paléogénétique ont permis de séquencer le génome de l’archer : celui-ci montre que son ascendance paternelle est dérivée des pasteurs des steppes, car son haplogroupe du chromosome Y est R1b1a1b1a1a (R-L151). Il s'agit de l'haplotype le plus courant chez les mâles de la culture campaniforme à travers l'Europe tempérée, et il a été introduit en Grande-Bretagne par des migrants tels que l'archer. En 400 ans, il est devenu l'haplotype masculin le plus répandu en Grande-Bretagne. Néanmoins, du point de vue de son ascendance génétique, l'archer n'est pas un représentant typique de ces immigrants campaniformes car son génome comporte une proportion d'ascendance Early European Farmer (nom qui désigne la signature génétique des premiers migrants néolithiques venus d'Anatolie en Europe) relativement élevée.

## «Le roi de Stonehenge»
Compte tenu du mobilier funéraire trouvé, l'homme était manifestement un personnage important. Les indices sur son statut proviennent notamment des ornements en or qui représentent les plus anciens objets en or datés de manière sûre jamais trouvés en Grande-Bretagne - ainsi qu'une « cushion stone ». Ce dernier objet, utilisé comme enclume dans le travail des métaux, est particulièrement significatif. Le travail des métaux était une nouvelle technologie arrivée en Grande-Bretagne dans le cadre du complexe campaniforme, et ces objets font de l'archer d'Amesbury le premier métallurgiste identifié en Grande-Bretagne à ce jour.
Il a vécu durant la période correspondant à l'édification du cercle central du monument mégalithique de Stonehenge (dont les « pierres bleues » ont été acheminées depuis le Pays de Galles,). Il a ainsi été surnommé « roi de Stonehenge » par la presse britannique, bien que les origines de ce cromlech soient plus anciennes. 
Selon Andrew Fitzpatrick, directeur de fouille, « Durant cette période, la Grande-Bretagne a connu de grands changements avec l’arrivée sur l’île en provenance du continent des savoir-faire nécessaires au travail des métaux. Ce qui explique la construction de grands monuments tels que Stonehenge. Nous pensions depuis longtemps que ce sont des hommes du continent européen qui avaient organisé les échanges et amené avec eux pour la première fois en Grande-Bretagne les savoir-faire métallurgiques. La découverte de l’archer sur le sol anglais est importante à cet égard et confirme cette thèse. Il devait être sans doute un personnage très important dans la région de Stonehenge et il est fascinant de penser qu’un étranger – probablement originaire de la Suisse actuelle – a pu jouer un rôle important dans la construction du site archéologique le plus célèbre de Grande-Bretagne. » 
S'il n’a cependant pas été possible d’établir un lien précis entre l’archer et l'édification de Stonehenge, la présence de sa tombe à proximité laisse imaginer que ce personnage ait pu avoir un lien avec celle-ci, ou avec celle de Woodhenge, Durrington Walls, ou Avebury.